# 尾張旭市立白鳳小学校
尾張旭市立白鳳小学校（おわりあさひしりつ はくほうしょうがっこう）は、愛知県尾張旭市白鳳町にある公立の小学校。

## 校区
校区は旭前町（一部）、霞ケ丘町、印場元町、桜ケ丘町、平子ケ丘町、白鳳町、東名西町1丁目である。公立中学校に進学する場合は尾張旭市立西中学校に進学する。

## 沿革
- 1972年（昭和47年）
  - 4月 - 尾張旭市立渋川小学校から分離し、開校する。
  - 7月 - プールが完成する。
- 1974年（昭和49年）3月 - 校舎を増築する。
- 1976年（昭和51年）11月 - 体育館が完成する。
- 1979年（昭和54年）8月 - 校舎を増築する。

## 交通アクセス
- 名鉄瀬戸線印場駅下車、徒歩約7分。

## 周辺施設
- 小幡緑地
- 愛知県立旭野高等学校
- 尾張旭市立西中学校
- 尾張旭市立渋川小学校
- 印場駅
- 旭前駅
- ピアゴ印場店

## 著名な出身者
- 吉永一貴（英語版）（ショートトラックスピードスケート選手）[3]